# وبستر (داکوتای جنوبی)
وبستر(به انگلیسی: Webster) شهری در ایالت داکوتای جنوبی کشور ایالات متحده آمریکا است که جمعیت آن در سرشماری سال ۲۰۱۰ میلادی، ۱٬۸۸۶ نفر بوده‌است.